# Loi allemande sur la stérilisation forcée du 14 juillet 1933
 (mars 2025).
Si vous disposez d'ouvrages ou d'articles de référence ou si vous connaissez des sites web de qualité traitant du thème abordé ici, merci de compléter l'article en donnant les références utiles à sa vérifiabilité et en les liant à la section « Notes et références ».
La loi sur la stérilisation forcée du 14 juillet 1933, ou sous sa dénomination officielle allemande la Gesetz zur Verhütung erbkranken Nachwuchses, permettait la stérilisation forcée de toute personne considérée comme souffrant d'une maladie génétique.

## Dispositif
Toute personne souffrant d'une maladie héréditaire peut être rendue incapable de procréer par le biais d'une opération chirurgicale de stérilisation, si l'expérience de la médecine montre qu'il est hautement probable que ses descendants pourraient présenter de sérieuses déficiences héréditaires, physiques ou mentales.
Au sens de la loi, sont considérées comme souffrant d'une maladie héréditaire les personnes atteintes de :
- Cécité héréditaire ;
- Déficience mentale congénitale ;
- Difformité héréditaire ;
- Épilepsie héréditaire ;
- Maladie de Huntington ;
- Schizophrénies ;
- Surdité héréditaire ;
- Trouble maniaco-dépressif ;

Les personnes souffrant d'alcoolisme sévère peuvent également être stérilisées.
En ses articles 2 et 4, la loi prévoit, pour les personnes devant être stérilisées, une possibilité d'appel devant un tribunal de santé génétique. Une fois la décision de stérilisation définitive, celle-ci peut être mise en œuvre même contre la volonté de la personne concernée. Les médecins chargés de l'opération peuvent faire appel à la police et, si nécessaire, employer la force directe.